# مسافر يطا
مسافر يطا هي مجموعة من 28 قرية وخربة فلسطينية تقع في محافظة الخليل، جنوب الضفة الغربية، ضمن حدود مدينة يطا، على بعد حوالي 14 إلى 24 كيلومترًا جنوب مدينة الخليل. تُعد المنطقة مركزًا للمجتمعات البدوية والزراعية، وتتميز بتنوعها الجغرافي الذي يشمل الكهوف الطبيعية، المنازل الحجرية، والأراضي الزراعية الوعرة. تواجه مسافر يطا تحديات كبيرة بسبب موقعها في المنطقة المصنفة "ج" وفق اتفاقية أوسلو، حيث تمارس إسرائيل السيطرة الأمنية والإدارية الكاملة.

## التسمية
يُعتقد أن اسم "مسافر يطا" مشتق من كلمة "السفر" العربية، في إشارة إلى المسافة التي يجب قطعها من بلدة يطا للوصول إلى هذه القرى. وفقًا لتفسير محلي آخر، قد يعني "مسافر" "لا شيء"، نظرًا للظروف القاسية التي تجعل الحياة في المنطقة صعبة. تعكس التسمية الطبيعة البدوية والجغرافية للمنطقة، حيث يعيش السكان في ظروف تقليدية معتمدين على الموارد الطبيعية المحدودة.

## الجغرافيا
تقع مسافر يطا في منطقة جبلية جنوب الخليل، ضمن المنطقة "ج" التي تخضع للسيطرة الإسرائيلية الكاملة بموجب اتفاقية أوسلو. تشمل المنطقة تجمعات سكنية صغيرة منتشرة عبر التضاريس الوعرة، وتعتمد القرى على الآبار الجوفية والمراعي كمصادر أساسية للحياة. يعيش السكان في كهوف طبيعية أو منازل مبنية من الحجر والطين، مع نقص حاد في البنية التحتية مثل الطرق المعبدة، الكهرباء، وشبكات المياه. تتميز المنطقة بمناخ جاف وطبيعة قاسية، مما يزيد من التحديات المعيشية للسكان.

## التاريخ
تعود جذور مسافر يطا إلى العصور القديمة، حيث سكنها البدو الذين اعتمدوا على الزراعة التقليدية وتربية المواشي. في عام 1881، وثّق صندوق استكشاف فلسطين (PEF) عدة مواقع في المنطقة، مثل "شعب البطم" (بمعنى بطم فلسطيني)، "تويل الشيح" (بمعنى ذروة الشيح)، "خربة الفخيت" (بمعنى خراب البئر)، و"خربة بئر العد" (بمعنى الخراب عند البئر المعمور). خلال القرن العشرين، واجهت المنطقة تغيرات كبيرة بعد احتلال الضفة الغربية عام 1967. في عام 1981، أُعلنت أجزاء من مسافر يطا "منطقة إطلاق نار 918"، مما فرض قيودًا صارمة على البناء والتنقل.

## الديموغرافيا
وفقًا للجهاز المركزي للإحصاء الفلسطيني عام 2007، بلغ عدد سكان ست قرى رئيسية في مسافر يطا (شعب البطم، تويل الشيح، الفخيت، بئر العد، عصافي، ومغاير العبيد) حوالي 768 نسمة. يُقدّر إجمالي عدد سكان المنطقة بحوالي 1,200 إلى 1,800 نسمة، يعيشون في ظروف معيشية صعبة بسبب نقص الخدمات الأساسية. تُعد قرية التواني المركز الرئيسي للمنطقة، حيث توفر مدرسة أساسية ومركزًا صحيًا محدودًا يخدم القرى المجاورة. يتم إدارة مسافر يطا من قبل لجنة تنمية محلية تعيّن أعضاءها من قبل وزارة الشؤون المحلية في السلطة الوطنية الفلسطينية.

## الاقتصاد
يعتمد اقتصاد مسافر يطا بشكل رئيسي على الزراعة التقليدية وتربية المواشي، حيث يزرع السكان الحبوب مثل القمح والشعير، ويربون الأغنام والماعز. تواجه المنطقة تحديات اقتصادية كبيرة بسبب القيود على الوصول إلى الأراضي الزراعية والمراعي، نتيجة الإغلاقات العسكرية والتوسع الاستيطاني. تعاني القرى من نقص حاد في المياه، مما يحد من الإنتاج الزراعي ويؤثر على سبل العيش. يعتمد السكان أحيانًا على المساعدات الإنسانية من منظمات دولية لتلبية احتياجاتهم الأساسية.

## التحديات
تواجه مسافر يطا تحديات جمة بسبب موقعها في المنطقة "ج"، حيث تُستخدم أجزاء منها كمناطق تدريب عسكري إسرائيلي. يعيش حوالي 1,200 فلسطيني تحت خطر التهجير القسري وهدم المنازل. تتعدد الأحداث التي شكلت هذه التحديات على مر السنين، ويمكن تقسيمها كالتالي:

### الإعلان عن المنطقة العسكرية (1981)
في عام 1981، أعلنت السلطات الإسرائيلية أجزاء من مسافر يطا "منطقة إطلاق نار 918"، مما فرض قيودًا صارمة على البناء والتنقل. أدى هذا الإعلان إلى تصنيف معظم القرى كمناطق غير قانونية، مما عرّضها لخطر الهدم المستمر.

### عمليات التهجير القسري (1985 و1999)
شهدت المنطقة أول عملية تهجير كبيرة في عام 1985، حيث هُدمت منازل وتشرّد سكان عدة قرى. في عام 1999، نفّذت السلطات الإسرائيلية أكبر حملة تهجير قسري، حيث أُجبر السكان على مغادرة منازلهم وهُدمت تجمعات بأكملها. أُعيد بعض السكان لاحقًا بقرار من المحكمة العليا الإسرائيلية، لكنهم ظلوا تحت تهديد الإخلاء.

### المضايقات الاستيطانية
تتعرض قرى مسافر يطا لمضايقات متكررة من المستوطنين، بما في ذلك تخريب الموارد الطبيعية. في عام 2013، سُجل تخريب بئر العد القريب من مستوطنة "متسبي يائير"، حيث أُلقيت جثة حيوان في البئر، مما جعله غير صالح للاستخدام. كما تسبب التدريب العسكري الإسرائيلي في المنطقة بأضرار للمحاصيل الزراعية، مما أثر على سبل عيش السكان.

### قرار المحكمة العليا (2022)
في مايو 2022، أصدرت المحكمة العليا الإسرائيلية قرارًا يسمح بإخلاء مسافر يطا لأغراض التدريب العسكري، مما يهدد بتهجير حوالي 1,200 فلسطيني. في يونيو 2022، أفادت تقارير بأن السلطات الإسرائيلية بدأت بإحصاء سكان المنطقة تمهيدًا لتنفيذ الإخلاء. يُعتبر هذا القرار من أخطر التهديدات التي تواجه المنطقة، حيث يهدد بمحو التجمعات السكانية بالكامل.

### نقص الخدمات الأساسية
تعاني مسافر يطا من نقص حاد في الخدمات الأساسية مثل الكهرباء، المياه، والطرق المعبدة. يضطر السكان إلى الاعتماد على خزانات المياه والمولدات الكهربائية، مما يزيد من تكاليف المعيشة. يواجه الأطفال صعوبات في الوصول إلى المدارس بسبب الحواجز العسكرية والمسافات الطويلة.
تُعرف مسافر يطا بمقاومتها السلمية، خاصة في قرية التواني، حيث ينظم السكان فعاليات للدفاع عن أراضيهم وحقوقهم. رغم هذه الجهود، تظل المنطقة مهددة بالزوال بسبب السياسات الإسرائيلية المستمرة.

## قرى مسافر يطا
فيما يلي قائمة بـ 28 خربة وقرية تقع في مسافر يطا:
| اسم القرية الكامل | الوصف |
| ----------------- | --- |
| خربة أم الخير     | قرية صغيرة قرب مستوطنة كرمئيل، يعيش سكانها (حوالي 150 نسمة) في منازل صفيح، معتمدين على الرعي. شهدت هدم 6 منازل في 2023.                     |
| خربة سدة الثعلة   | قرية صغيرة تعتمد على الزراعة والرعي. تفتقر إلى الكهرباء والمياه، وتواجه هدمًا بسبب موقعها في المنطقة "ج".                                    |
| خربة التواني      | المركز الرئيسي، تضم مدرسة ومركزًا صحيًا. يبلغ عدد سكانها 326 نسمة (2007). تواجه هجمات من مستوطنة حافات ماعون.                                 |
| خربة الركيز       | قرية صغيرة تعتمد على الرعي. تواجه هدمًا وعنفًا من المستوطنين. تُعرف أحيانًا بـ "خلة الركيز".                                                    |
| شعب البطم         | قرية يبلغ عدد سكانها 137 نسمة (2007). تواجه عنف المستوطنين وقيود الوصول.                                                                    |
| خربة خلة الضبع    | شرق يطا، يبلغ عدد سكانها 120 نسمة (2025). هُدمت 25 منشأة في مايو 2025 و7 مساكن و3 كهوف في فبراير 2025. محاطة بمستوطنات متسبي يائير وأفيغايل. |
| خربة المفقرة      | قرية شهدت هجومًا في 2021 أصيب فيه 12 شخصًا. تضم مسجدًا هُدم لعدم الترخيص. تعتمد على الرعي.                                                      |
| خربة قواويس       | قرية صغيرة تعاني من نقص الخدمات وتهديدات الهدم. سكانها يعيشون في ظروف بدائية.                                                               |
| خربة لصيفر        | قرية صغيرة تعتمد على الزراعة والرعي. تواجه قيود الوصول ونقص البنية التحتية.                                                                 |
| خربة هريبة النبي  | قرية نائية تعتمد على الرعي. تفتقر إلى الخدمات وتواجه تهديدات الهدم.                                                                         |
| خربة وادي اجحيش   | قرية صغيرة تعتمد على الزراعة. تواجه نقص الخدمات وقيود الوصول بسبب الحواجز العسكرية.                                                         |
| سوسيا             | قرية فلسطينية تقع شرق مدينة يطا بمحافظة الخليل ويعيش فيها قرابة 400 نسمة ويعتمدون على رعي المواشي واستصلاح عدة كروم من شجر الزيتون.         |
| خربة بئر العد     | قرية يبلغ عدد سكانها 119 نسمة (2007). أصبحت خالية بحلول 2023 بسبب التهجير القسري. تعتمد على الرعي.                                          |
| خربة الحلاوة      | قرية صغيرة شهدت هدم 22 منزلاً في 2016. تعتمد على الزراعة والرعي.                                                                             |
| خربة الفخيت       | قرية يبلغ عدد سكانها 231 نسمة (2007). تضم مدرسة صغيرة مهددة بالهدم. تُعرف بصمود سكانها.                                                      |
| خربة المركز       | تُعرف أحيانًا بـ "الحلاوة". قرية صغيرة تعتمد على الزراعة وتواجه تهديدات الهدم.                                                                |
| خربة التبان       | تُعرف أحيانًا بـ "طويل الشيح". يبلغ عدد سكانها 182 نسمة (2007). تلقت إخطارات هدم.                                                             |
| خربة جنبا         | قرية تاريخية شهدت هدم 15 منزلاً في 1966. يعيش حوالي 300 نسمة مع وثائق ملكية عثمانية.                                                         |
| خربة المجاز       | قرية صغيرة تعتمد على الرعي. تواجه قيود التنقل بسبب الحواجز العسكرية.                                                                        |
| خربة مغاير العبيد | قرية صغيرة من قرى مسافر يطا يعتمد سكانها على الزراعة.                                                                                       |
| خربة اصفي الفوقا  | قرية صغيرة تعتمد على الزراعة. تواجه تهديدات الهدم بسبب تصنيفها ضمن منطقة إطلاق النار.                                                       |
| خربة اصفي التحتا  | قرية مجاورة لعصافي الفوقا، تشترك في تحديات نقص الخدمات والهدم.                                                                              |
| خربة الطوبا       | قرية صغيرة تعتمد على الزراعة والرعي. تفتقر إلى الخدمات وتواجه تهديدات الهدم.                                                                |
| خربة صارورة       | قرية صغيرة لم يعد لها وجود بعد هدم منازلها بحلول 2022. كانت تعتمد على الزراعة.                                                              |
| خربة غزيوه        | قرية صغيرة تعتمد على الزراعة والرعي. تفتقر إلى البنية التحتية وتواجه تهديدات الهدم بسبب موقعها في المنطقة "ج".                              |
| خربة وادي الجوايا | قرية صغيرة تقع في وادي ضمن مسافر يطا. تعتمد على الرعي وتواجه قيود الوصول والخدمات.                                                          |
| خربة وادي ماعين   | قرية صغيرة تعتمد على الزراعة والرعي، وتواجه تهديدات الهدم.                                                                                  |
| خربة منيزل        | قرية صغيرة تعتمد على الزراعة وتربية الماشية. تفتقر إلى الخدمات وتواجه تهديدات الهدم.                                                        |